# Edzard Blanke

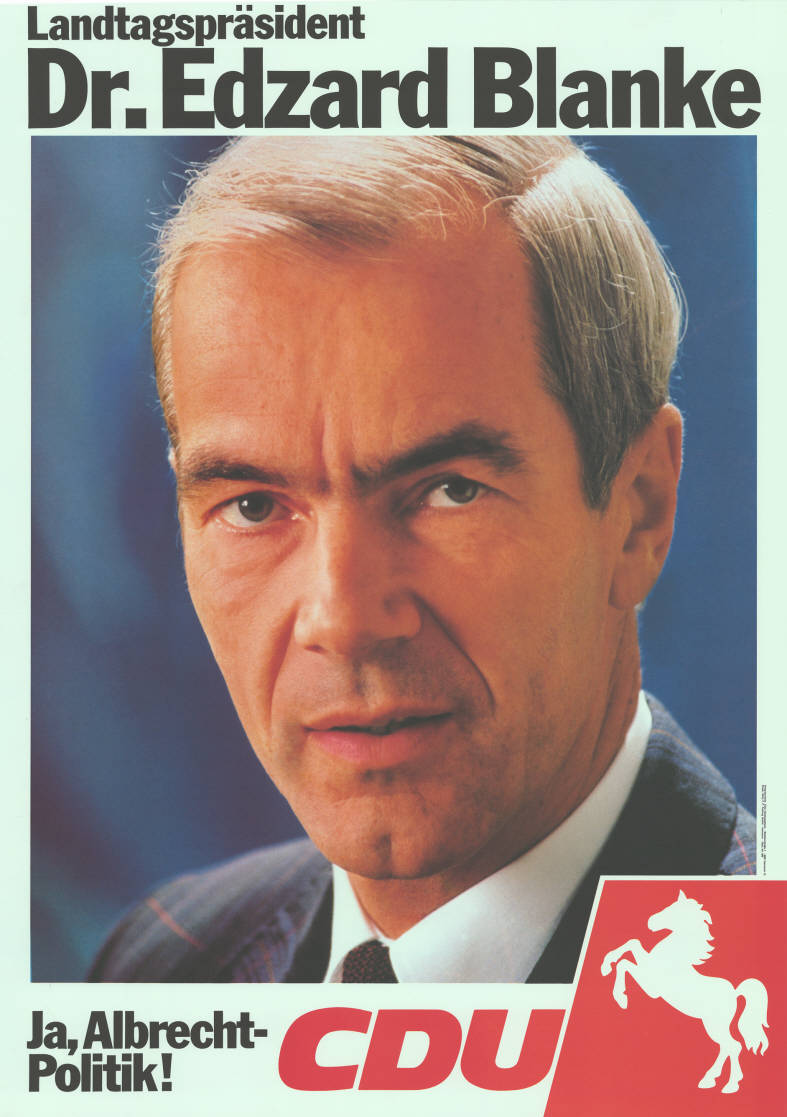
Kandidatenplakat zur Landtagswahl in Niedersachsen 1986

Edzard Blanke (* 26. Mai 1935 in Celle; † 1. Juli 2011 ebenda) war ein deutscher Politiker (CDU). Von 1985 bis 1990 war er Präsident des Niedersächsischen Landtages. 

## Leben
Blanke war der Sohn des Rechtsanwaltes und späteren Celler Oberbürgermeisters Kurt Blanke. Er legte 1954 zuerst das Abitur in Celle und 1956 die kaufmännische Handlungsgehilfenprüfung (Bankfach) in Hamburg ab. Von 1956 bis 1959 studierte er Rechtswissenschaften in Freiburg, Paris und München. Zwischen 1959 und 1960 legte er das erste Staatsexamen (Referendarprüfung) in München ab und war zwischen 1960 und 1964 in der Referendarsausbildung. Nach Studienaufenthalten an der amerikanischen Hochschule für Politik in Bologna (Bologna Center) wurde er 1963 in München zum Dr. jur. promoviert. Im Jahr 1964 legte er das Assessorexamen ab und war seit 1965 als Rechtsanwalt in Hildesheim und später in Lüneburg tätig; von 1974 bis zum Erreichen der Altersgrenze 2005 war er auch Notar. 
Vom 21. Juni 1970 bis 20. Juni 1994 war Edzard Blanke Mitglied des Niedersächsischen Landtages der 7. bis 12. Wahlperiode. Hier war er stellvertretender Vorsitzender der CDU-Landtagsfraktion vom 23. Februar 1976 bis 10. Juli 1985. Ferner wurde er Präsident des Niedersächsischen Landtages vom 10. Juli 1985 bis 21. Juni 1990. Bis zu seinem Ausscheiden aus dem Landtag war er Vizepräsident des Niedersächsischen Landtages vom 21. Juni 1990 bis 20. Juni 1994.
Von 1991 bis 1998 war Blanke ehrenamtlicher Landrat des Landkreises Celle.